# Баршак Павло Дмитрович
Павло Дмитрович Баршак (рос. Баршак Павел Дмитриевич; нар. 19 грудня 1980, Москва, СРСР) — російський актор театру і кіно.

## Життєпис
Павло Баршак народився 19 грудня 1980 року в Москві. 
У 1997 році вступив на режисерський факультет РАТІ (ГІТІС), в майстерню Петра Фоменка. У 2001 році був прийнятий в трупу Московського театру Майстерня Петра Фоменка. 
У 2003 році вийшов фільм «Прогулянка», у якому одну з головних ролей зіграв Павло Баршак. Фільм був удостоєний безлічі нагород. 
Павло Баршак багато знімається у телесеріалах і телефільмах.
7 лютого 2020 р. під час спроби Павла Баршака в'їхати в Україну з території Молдови, працівники Державної прикордонної служби України з'ясували, що він раніше порушував порядок в'їзду на територію тимчасово окупованої Автономної Республіки Крим. На цій підставі прикордонники відмовили Баршаку у в'їзді і зробили відмітку про заборону в'їзду до України на три роки. Того ж дня Павло Баршак намагася в'їхати до України через інший пункт пропуску, на якому за невиконання заборони на в'їзд був оштрафований за статтею 203-1 КУпАП, заборону на в'їзд продовжено до 10 років. 

## Творчий доробок

### Актор театру
- Вуличний музикант і жонглер — «Божевільна із Шайо»;
- Олексій Іванович — «Єгипетські ночі»;
- Рендл Еттерворд — «Будинок, де розбиваються серця»;
- Василь Вожеватов — «Безприданниця».

### Фільмографія
| Рік  |   | Українська назва             | Оригінальна назва                | Роль                     |
| ---- | - | ---------------------------- | -------------------------------- | ------------------------ |
| 2003 | ф | Леді на день                 | рос. Леди на день                | Карлос Ромеро            |
| 2003 | ф | Прогулянка                   | рос. Прогулка                    | Альоша                   |
| 2003 | ф | Тартарен з Тараскона         | рос. Тартарен из Тараскона       | Альфонс Доде             |
| 2005 | ф | Ад'ютанти кохання            | рос. Адъютанты любви             | Михайло Лугін            |
| 2005 | ф | Нічний продавець             | рос. Ночной продавец             | Даня (нічний продавець)  |
| 2006 | ф | Убивча сила 6                | рос. Убойная сила 6              | Муриґін                  |
| 2006 | ф | Солдати 10                   | рос. Солдаты 10                  | Ковальський              |
| 2007 | ф | Солдати 12-13                | рос. Солдаты 12-13               | Ковальський              |
| 2008 | ф | Заповіт ночі                 | рос. Завещание ночи              | ДД                       |
| 2008 | ф | Щасливої дороги              | рос. Счастливого пути            | гламурний покидьок       |
| 2009 | ф | Кохання — не те, що здається | рос. Любовь — не то, что кажется | Артем Князєв             |
| 2009 | ф | Крапля світла                | рос. Капля света                 | Сергій Сєлєзньов         |
| 2010 | ф | Трава під снігом             | рос. Трава под снегом            | Андрій Комісаров         |
| 2011 | ф | Каменська 6                  | рос. Каменская-6                 | Дорошин                  |
| 2011 | ф | Ялинки 2                     | рос. Ёлки 2                      | Єрхов                    |
| 2011 | ф | Випадковий свідок            | рос. Случайный свидетель         | Герман Лялін             |
| 2012 | ф | Під прицілом кохання         | рос. Под прицелом любви          | Олексій Борисов, слідчий |
| 2013 | ф | Три мушкетери                | рос. Три мушкетёра               | Араміс                   |
| 2014 | ф | Пацієнти                     | рос. Пациенты                    | головна роль             |
| 2015 | ф | Зворотний бік Місяця 2       | рос. Обратная сторона Луны 2     | Вадим Клипов             |
| 2015 | ф | Поділися щастям своїм        |                                  | Григорій Алякін          |